# 벤세르 엘 미에도
《솔테로 콘 이하스》(스페인어: Vencer el miedo)은 2020년 방영된 멕시코의 텔레노벨라이다.